# Battaglione di San Patrizio
Il Battaglione di San Patrizio (in inglese St. Patrick’s Battalion, in spagnolo Batallón de San Patricio, anche Legione straniera dei Patricios) era un'unità militare dell'esercito messicano durante la guerra messico-statunitense (1846-1848), composta in maggioranza da disertori irlandesi e tedeschi dell'esercito americano. Il loro comandante era John Riley.
I Patricios, com'erano comunemente noti, furono tra i combattenti più valorosi dell'esercito messicano durante la guerra. Tuttavia, la ridotta consistenza numerica e la persecuzione implacabile da parte delle autorità statunitensi portarono presto il battaglione all'annientamento e alla dissoluzione dopo la sconfitta messicana alla battaglia di Churubusco: fatti per la maggior parte prigionieri, numerosi Patricios vennero giustiziati per alto tradimento, mentre gli altri subirono lunghe prigionie e torture disumane.
Nonostante il loro tragico destino, i Patricios sono ancora oggi considerati eroi nazionali in Messico e in Irlanda. Sono ricordati da numerose canzoni e ballate popolari.

## Storia

### Gli irlandesi perseguitati
L'emigrazione irlandese negli Stati Uniti d'America era sempre stata molto forte fin dall'epoca coloniale, raggiungendo un nuovo picco in seguito alla grande carestia irlandese degli anni 1840. L'arrivo di masse di immigrati irlandesi provocò una reazione violenta nella società americana, che in risposta, adottando forti politiche di nativismo, attuò contro di loro comportamenti fortemente anticattolici, discriminatori e razzisti.
Appena giunti sul suolo americano, a molti uomini irlandesi veniva posta la scelta (se non proprio l'obbligo) di arruolarsi nell'esercito statunitense in cambio della cittadinanza americana. Molti accettavano, venendo tuttavia sottoposti a privazioni ed angherie di ogni genere da parte dei commilitoni e soprattutto degli ufficiali, nativisti e protestanti: essi vedevano nei nuovi arrivati, che spesso etichettavano con l'epiteto denigratorio "teste di patata", un pericolo per la stabilità interna. Il risentimento degli irlandesi per il trattamento subito fu determinante per la loro successiva diserzione.

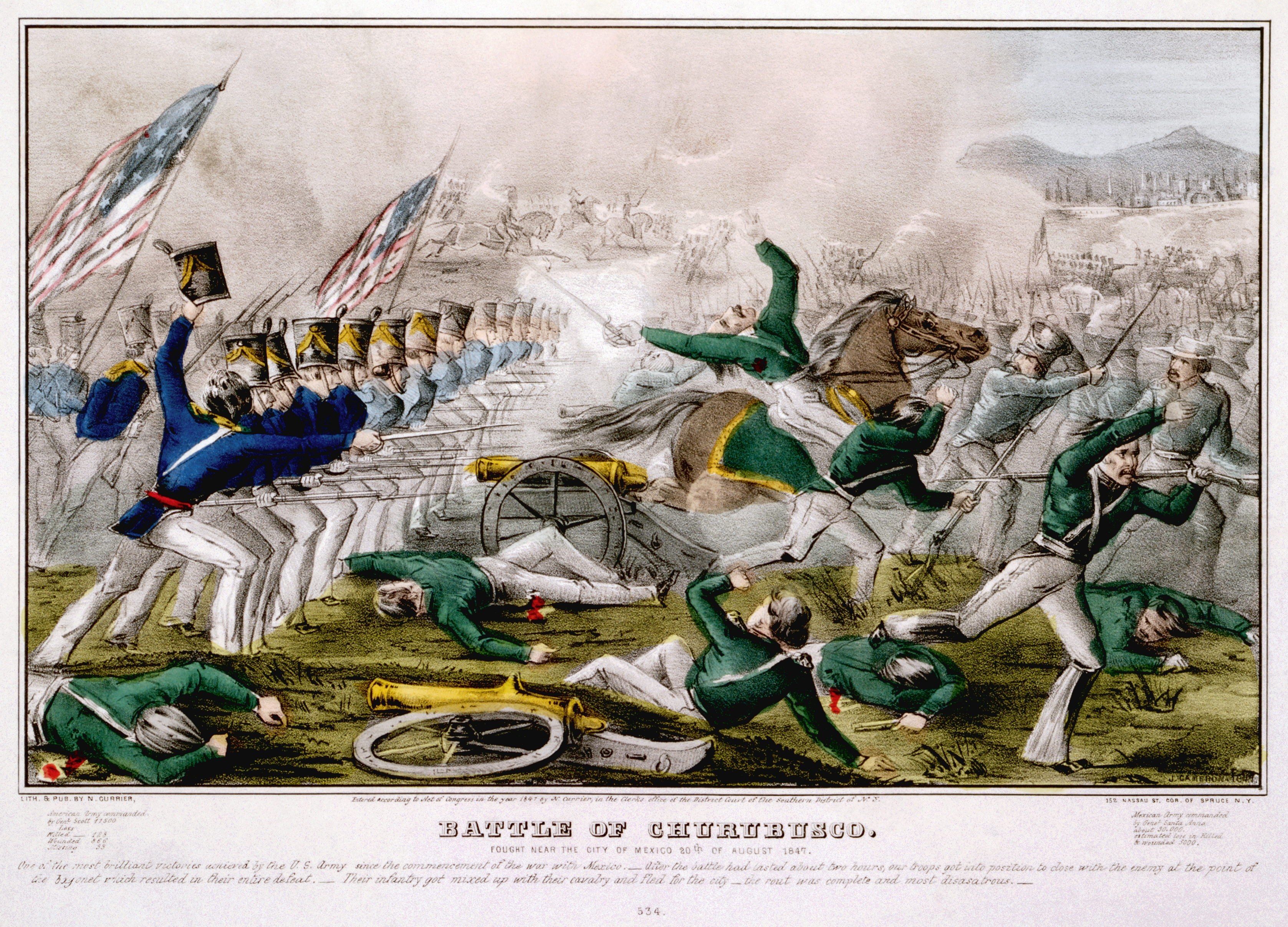
La battaglia di Churubusco (litografia contemporanea).

### Guerra col Messico e attività
Allo scoppio della guerra messico-statunitense nel 1846 molti irlandesi (ma anche altri europei, cattolici e afroamericani), non intendendo combattere contro una potenza cattolica, scelsero di disertare. Alcune centinaia di essi, allettati dalle promesse del governo del Messico di ottenere la cittadinanza e vaste rendite e terre, si arruolarono nell'esercito messicano e fondarono il Battaglione di San Patrizio, comandato dal maggiore John Riley, uno dei primi militari statunitensi a disertare.
Il primo impiego dei Patricios, com'erano colloquialmente noti, fu alla battaglia di Monterrey del settembre 1846, dove nonostante la sconfitta finale dimostrarono grande coraggio e spinsero molti altri ad unirsi a loro, consistendo alla fine dell'anno di alcune centinaia di uomini. Il Messico era tuttavia impreparato ad affrontare la guerra, ed entro metà del 1847, dopo continue sconfitte e ritirate verso l'interno del Paese, le ultime resistenze messicane si concentrarono attorno alla capitale Città del Messico.

L'impiccagione di massa dei Patricios immaginata dal generale e pittore Samuel Chamberlain, veterano del conflitto col Messico e probabile testimone dell'evento.

Gli irlandesi si dimostrarono i più valorosi combattenti della parte messicana. Assegnati dal generale Antonio López de Santa Anna alla difesa del monastero di Churubusco, uno degli ultimi presidi prima della capitale, i Patricios vennero sconfitti definitivamente il 20 agosto 1847, e solo dopo molte ore di combattimenti e una strenua resistenza. Impedirono più volte agli alleati messicani di alzare bandiera bianca per segnalare la resa della guarnigione di Churubusco, ben sapendo che per loro essere presi prigionieri equivaleva a una condanna a morte.
La disfatta di Churubusco segnò la fine del battaglione. I residui del corpo furono impiegati nella battaglia di Chapultepec poche settimane più tardi, per poi essere infine integrati nel resto dell'esercito messicano senza più costituire un'unità autonoma.

### Destino deiPatricios
Buona parte degli effettivi del battaglione, tra cui il comandante Riley, venne catturata dagli statunitensi dopo la resa di Churubusco. Il trattamento dei Patricios fu crudele: la maggior parte di essi, avendo disertato a guerra in corso, venne giustiziata tramite impiccagione dal generale William S. Harney, famigerato per la propria brutalità (che avrebbe in seguito confermato macchiandosi del massacro di Ash Hollow contro i nativi americani). Harney, istruito dal comandante generale americano Winfield Scott, allestì la grande forca in vista della fortezza messicana di Chapultepec, attendendo che la forza d'assalto statunitense la espugnasse; quando la bandiera americana sostituì quella messicana in cima alla fortezza, Harney diede un segnale e tutti i Patricios furono impiccati simultaneamente. La condanna non fu risparmiata nemmeno ad un irlandese che aveva perso entrambe le gambe combattendo a Churubusco; i Patricios tuttavia non si persero d'animo, e fino alla fine schiamazzarono e presero in giro i loro uccisori. Coloro che, come John Riley, avevano invece disertato prima dello scoppio della guerra, e che quindi non erano imputabili di alto tradimento, vennero comunque tenuti prigionieri anche per anni, torturati e marchiati sul volto con la lettera D (stante per deserter, "disertore").

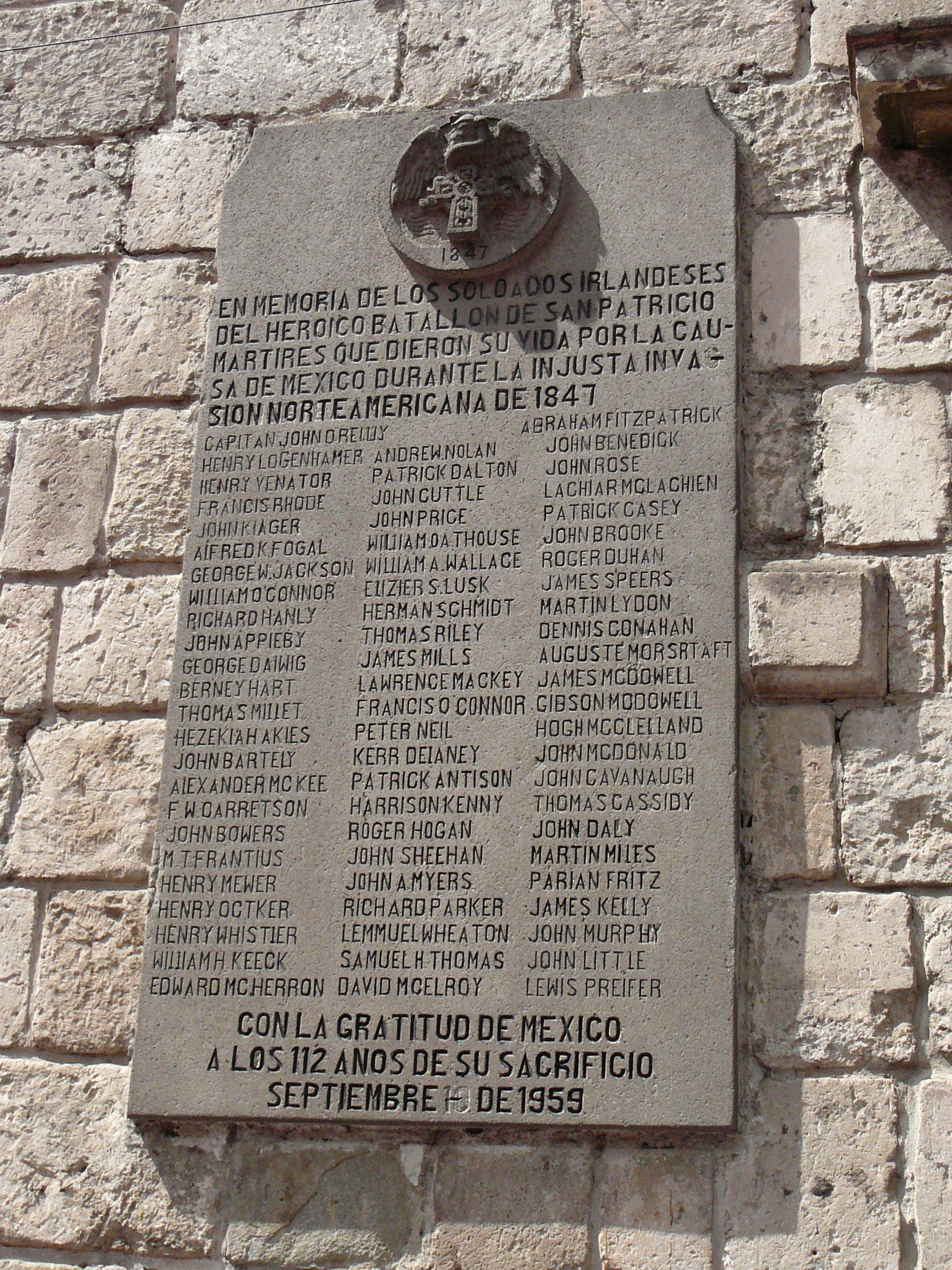
Placca commemorativa a Città del Messico con i nomi dei Patricios morti per difendere la città (in larga parte giustiziati dopo la disfatta di Churubusco).

Il governo messicano mantenne solo in parte le promesse iniziali, e ai pochi superstiti del battaglione venne concessa la piena cittadinanza messicana e in alcuni casi anche delle proprietà fondiarie. Coloro che invece rientrarono negli Stati Uniti si trovarono ai margini della società e ostracizzati per il loro tradimento nel corso della guerra. Riley, rientrato nell'esercito messicano, venne congedato nel 1850 e da allora scomparve dalla storia (si riporta che sia morto, ma il "John Riley" in questione era forse un omonimo).

## Eredità culturale
Nonostante l'esito tragico, la storia dei Patricios venne presto assimilata al mito degli irlandesi senza patria e perseguitati, e divenne un simbolo di resistenza contro l'oppressore. Mentre negli Stati Uniti sono ricordati come traditori e sottoposti a damnatio memoriae (solo nel XX secolo si cominciò ad indagare sul trattamento disumano riservato loro dall'esercito), in Irlanda e soprattutto in Messico sono ancora considerati eroi nazionali. In Messico la memoria del battaglione viene festeggiata in due occasioni: il 17 marzo, giorno di San Patrizio, e il 12 settembre, poiché le esecuzioni dei Patricios si consumarono tutte entro la prima metà del settembre 1847.
In memoria del sacrificio del battaglione è stata composta la ballata St. Patrick's Battalion, e sulle gesta dei Patricios nel 1999 è stato prodotto il film Un uomo un eroe. Nel 2010 il gruppo folk dei The Chieftains ha pubblicato l'album San Patricio, ispirato proprio alla storia del Battaglione di San Patrizio; anche il fumetto Churubusco di Andrea Ferraris (2015) ne ripercorre le vicende.